# Ронні Волтер Каннінгем

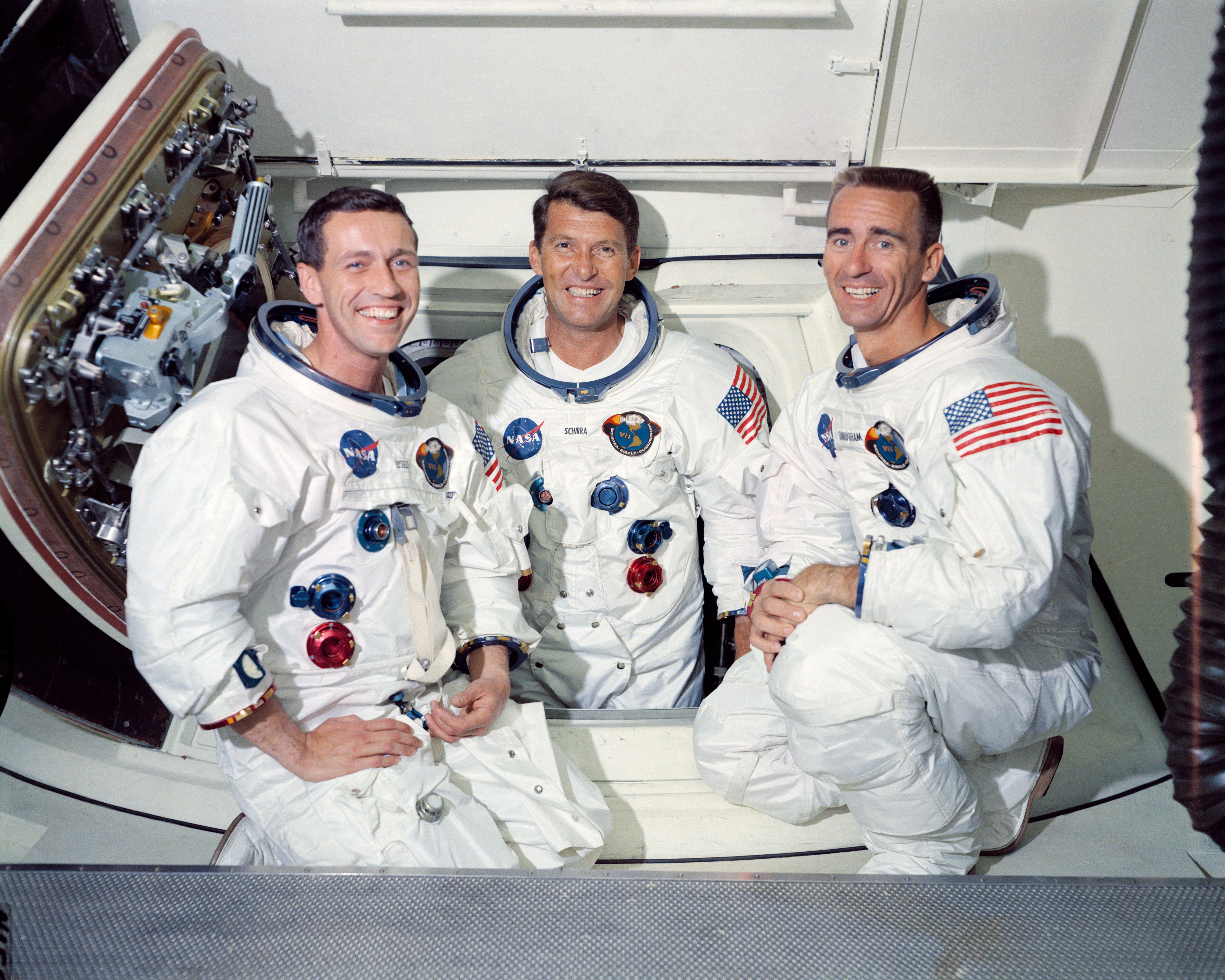
Екіпаж «Аполлона-7». Донн Ейсел — ліворуч. Волтер Ширра — в центрі. Волтер Каннінгем — праворуч.

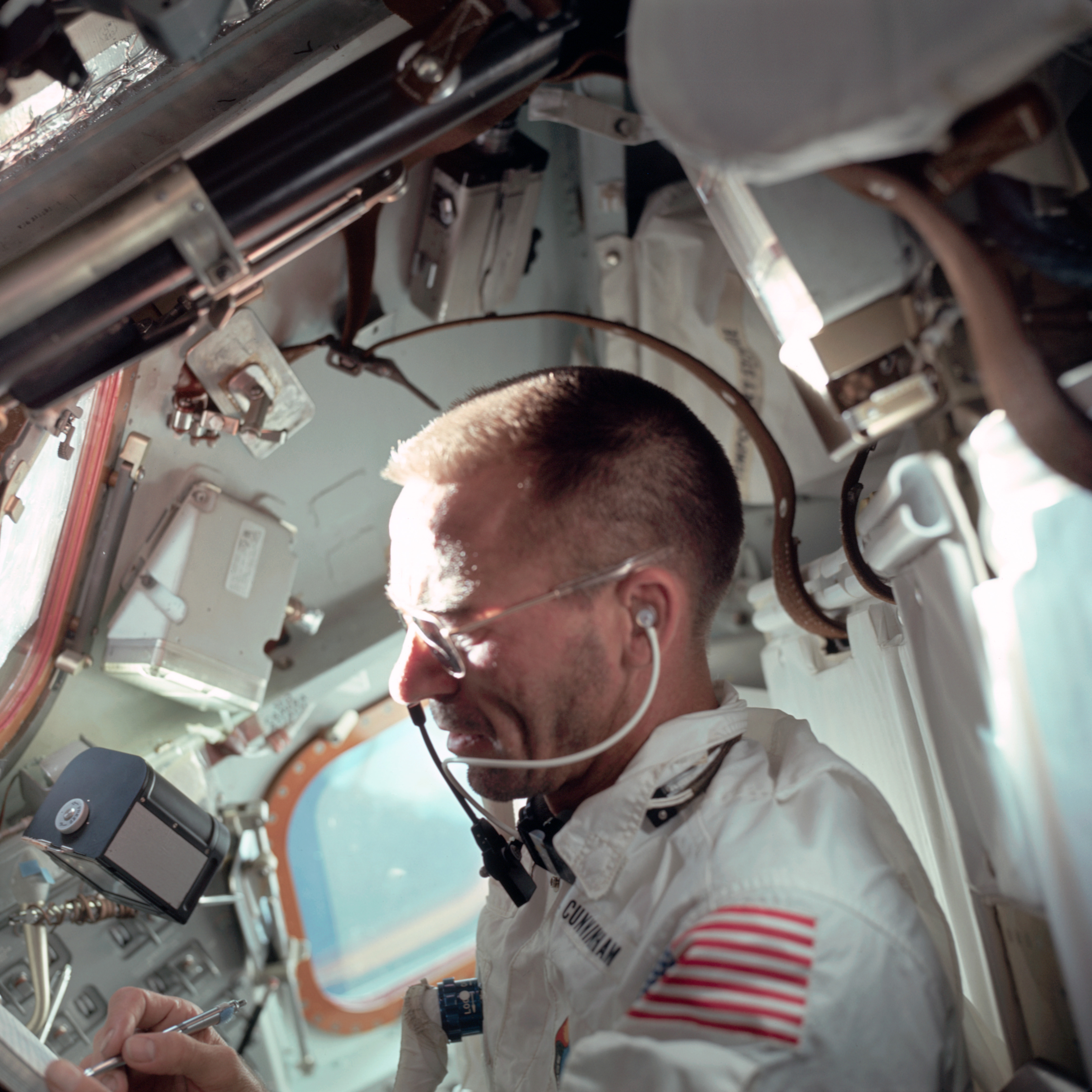
У. Каннінгем під час місії Аполлон-7

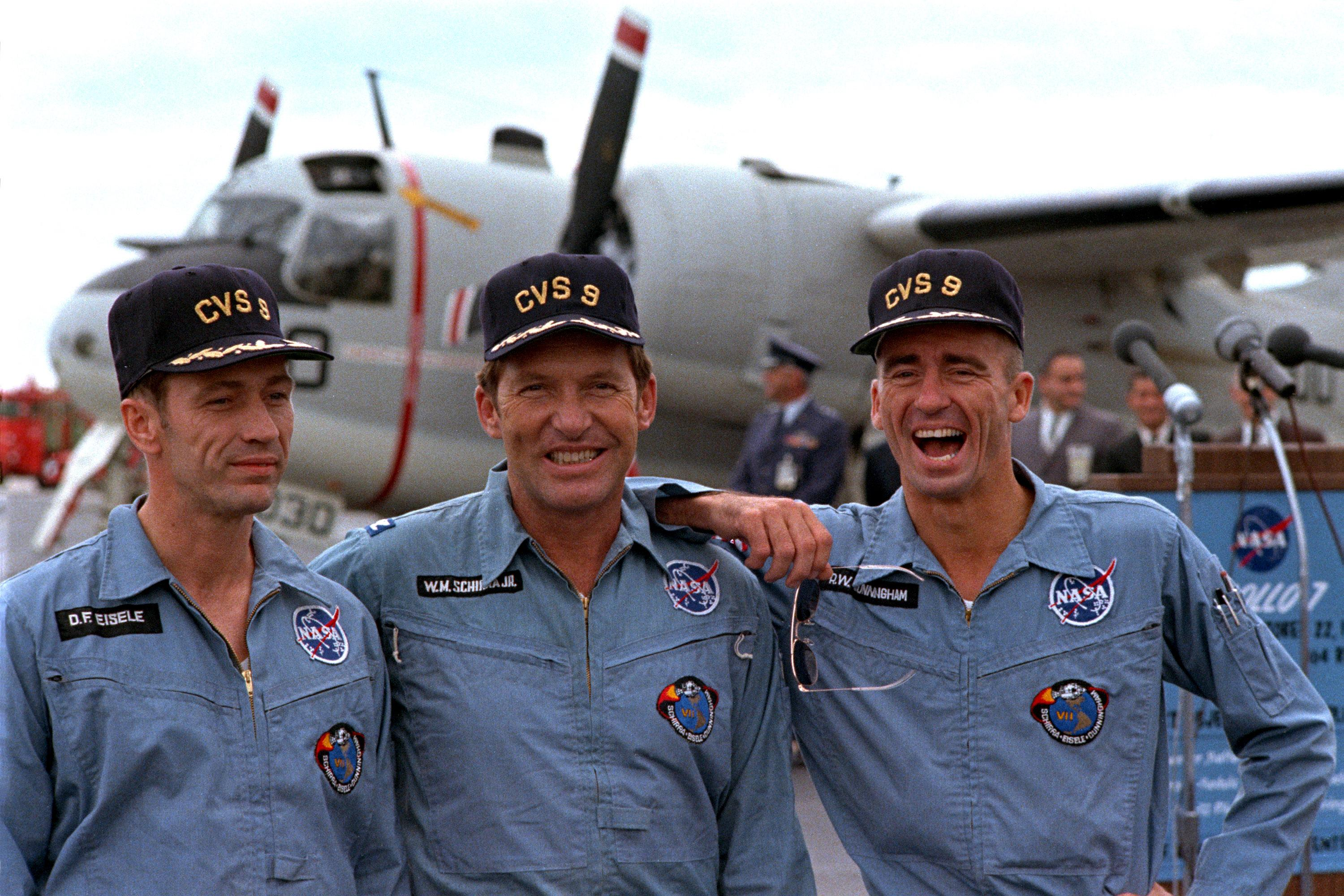
Екіпаж Аполлон-7 після повернення з місії. Зліва направо: Донн Ейсел, Волтер Ширра і Волтер Каннінгем

Ронні Волтер Каннінгем (англ. Ronnie Walter Cunningham); 16 березня 1932, Крестон — 3 січня 2023) — астронавт НАСА. У 1968 році був пілотом Місячного модуля під час місії «Аполлон-7». Волтер Каннінгем — третій цивільний астронавт НАСА після Ніла Армстронга і Еліота Сі. У різний час Волтер був пілотом винищувача, фізиком, підприємцем, венчурним капіталістом, лектором і ведучим радіошоу «Lift-off to Logic». Також Каннінгем є автором книги «The All-American Boys».

## Біографія
Волтер Каннінгем народився 16 березня 1932 року в місті Крестон, проте своєю батьківщиною вважає місто Венеція в Каліфорнії, де він закінчив середню школу. У нього є кілька вчених ступенів, так в 1960 році він отримав ступінь бакалавра, а через рік і магістра гуманітарних наук з фізики в Каліфорнійському університеті. 1974 року закінчив курс розробки перспективних засобів управління в Гарвардській бізнес-школі.

## Професійна діяльність
- У 1959—1960 роках працював науковим співробітником в корпорації «(англ. Planning Research Corp)». В Вествуді (англ. Westwood) у Каліфорнії.
- З 1960 по 1963 рік працював ученим в «(англ. Rand Corporation)». Займався різними секретними військовими проблемами і питаннями земної магнітосфери.
- В 1971—1974 роках працював першим віце-президентом корпорації (англ. Century Development).
- В 1974—1976 роках працював президентом компанії (англ. Hydrotech Development Company), що займалася розробкою підводних нафто- і газопроводів.
- В 1976—1979 роках був першим віце-президентом і директором компанії (англ. 3D International), що займалася будівництвом і управлінням проектами.
- З 1972 року займається приватним інвестиційним бізнесом. У 1979 році заснував компанію (англ. The Capital Group).
- У 1986 році став одним з головних партнерів фонду «Генезис» (англ. The Genesis Fund), створеного для залучення інвестицій в технологічні галузі промисловості.

## Військова служба
На службі у ВМС США перебував з 1951 року. У 1952 році приступив до льотної підготовки, яку закінчив 1953 року.
У 1953 році перейшов на службу в Корпус морської піхоти (КМП) США. Почав службу в авіаційних частинах КМП в США і Японії.
В серпні 1956 року пішов з активної служби до резерву КМП, в якому залишався до свого виходу у відставку в 1975 році.

## Космічна підготовка
В жовтні 1963 року був зарахований до загону астронавтів НАСА під час третього набору. Після проходження підготовки отримав призначення у Відділі астронавтів НАСА. Під час польотів кораблів Джеміні-4 і Джеміні-8 працював оператором зв'язку з екіпажем (англ. CapCom) в центрі управління. З початку 1966 готувався до польоту на кораблі Аполлон разом з Волтером Ширра (англ. Walter Schirra) і Донном Айзлі (англ. Don Eisele). У вересні 1966 р. був названий членом основного екіпажу першого польоту за програмою Аполлон, але в листопаді 1966 року його екіпаж був зроблений дублюючим екіпажем корабля Аполлон-1. Після трагічної загибелі під час підготовки основного екіпажу Аполлон-1, в травні 1967 року екіпаж Каннінгема був призначений основним екіпажем першого пілотованого польоту корабля Аполлона.

## Перший політАполлон-7
З 11 по 22 жовтня 1968 року як пілот місячного модуля корабля «Аполлон-7». Це був перший пілотований політ корабля цієї серії після трагедії 27 січня 1967 року. Тривалість польоту склала 10 діб 20 годин 9 хвилин 3 секунди. Каннінгем призначений командиром дублюючого екіпажу першої експедиції на орбітальну станцію Скайлаб (англ. Skylab) і командиром третього основного екіпажу станції. Однак не став чекати польоту і в 1971 році пішов з загону астронавтів і з НАСА.